# 雷州
雷州（らいしゅう）は、中国にかつて存在した州。唐代から元初にかけて、現在の広東省雷州市一帯に設置された。

## 唐代
621年（武徳4年）、唐が蕭銑を滅ぼすと、隋の合浦郡海康県の地に南合州が置かれた。南合州は海康・隋康・鉄杷・椹川の4県を管轄した。627年（貞観元年）、南合州は東合州と改称された。634年（貞観8年）、東合州は雷州と改められた。742年（天宝元年）、雷州は海康郡と改称された。758年（乾元元年）、海康郡は雷州の称にもどされた。雷州は嶺南道の安南府に属し、海康・遂渓・徐聞の3県を管轄した。

## 宋代
北宋のとき、雷州は広南西路に属し、海康県を管轄した。南宋のとき、雷州は広南西路に属し、海康・遂渓・徐聞の3県を管轄した。

## 元代
1278年（至元15年）、元により雷州に安撫司が置かれた。1280年（至元17年）、雷州路総管府と改められた。元のとき、雷州路は湖広等処行中書省に属し、海康・遂渓・徐聞の3県を管轄した。

## 明代以降
1368年（洪武元年）、明により雷州路は雷州府と改められた。雷州府は広東省に属し、海康・遂渓・徐聞の3県を管轄した。
清のとき、雷州府は広東省に属し、海康・遂渓・徐聞の3県を管轄した。
1913年、中華民国により雷州府は廃止された。